# Krasnyje Baki
Krasnyje Baki (russisch Кра́сные Ба́ки) ist eine Siedlung städtischen Typs in der Oblast Nischni Nowgorod in Russland mit 7295 Einwohnern (Stand 14. Oktober 2010).

## Geographie
Der Ort liegt knapp 120 km Luftlinie nordöstlich des Oblastverwaltungszentrums Nischni Nowgorod am rechten, hohen Ufer des Wolga-Nebenflusses Wetluga.
Krasnyje Baki ist Verwaltungszentrum des Rajons Krasnobakowski sowie Sitz der Stadtgemeinde (gorodskoje posselenije) Rabotschi Possjolok Krasnyje Baki, zu der außerdem die Siedlungen Lesnoi Kurort („Waldkurort“, 5 km nordöstlich) und Saton (4 km nordöstlich, beide am linken Wetluga-Ufer) gehören.

## Geschichte
Der Ort wurde erstmals 1617 als Baki urkundlich erwähnt; eine Ansiedlung der Mari soll sich dort bereits im 14. bis 15. Jahrhundert befunden haben.
1923 erhielt er den heutigen Namen (krasny russisch für „rot“, hier mit politischem Bezug). Zugleich wurde er Verwaltungssitz eines nach ihm benannten, neu gebildeten Ujesds. Am 14. Januar 1929 wurde der Ujesd aufgeteilt und in einen gleichnamigen Rajon umgewandelt. 1947 erhielt Krasnyje Baki den Status einer Siedlung städtischen Typs.

### Bevölkerungsentwicklung
| Jahr | Einwohner |
| ---- | --------- |
| 1897 | 1326      |
| 1939 | 3834      |
| 1959 | 6656      |
| 1970 | 7309      |
| 1979 | 7281      |
| 1989 | 8456      |
| 2002 | 7944      |
| 2010 | 7295      |

Anmerkung: Volkszählungsdaten

## Verkehr
Einige Kilometer südöstlich von Krasnyje Baki führt die von Nischni Nowgorod über Semjonow kommende Regionalstraße 22R-0159 vorbei, die weiter über Uren und Schachunja zur Grenze der Oblast Kirow verläuft (dort weiter als 33R-015 nach Jaransk). Bei Krasnyje Baki zweigt die 22K-0013 ab, die durch den Ort und weiter rechts der Wetluga über Wetluschski und Warnawino in die Stadt Wetluga führt.
Die nächstgelegene Bahnstation Wetluschskaja befindet sich etwa fünf Kilometer nördlich in der benachbarten Siedlung Wetluschski bei Kilometer 571 der Strecke Moskau – Nischni Nowgorod – Kotelnitsch.